# Mouffy
Mouffy es una localidad y comuna francesa situada en la región de Borgoña, departamento de Yonne, en el distrito de Auxerre y cantón de Courson-les-Carrières.

## Demografía
| 244 | 246 | 332 | 275 | 258 | 273 | 260 | 248 | 253 | 240 | 259 | 260 | 251 | 243 | 236 | 209 | 207 | 187 | 190 | 182 | 142 | 141 | 128 | 125 | 109 | 111 | 115 | 123 | 101 | 107 | 89 | 90 | 113 |
| Para los censos de 1962 a 1999 la población legal corresponde a la población sin duplicidades (Fuente: INSEE [Consultar]) |     |     |     |     |     |     |     |     |     |     |     |     |     |     |     |     |     |     |     |     |     |     |     |     |     |     |     |     |     |    |    |     |